# Formacje Bojowo-Milicyjne Polskich Socjalistów
Formacje Bojowo-Milicyjne Polskich Socjalistów (FBM PS) –  organizacja wojskowa Polskich Socjalistów wzorowana na austriackim Schutzbundzie.

## Organizacja
Założona 1 września 1941, wraz z powstaniej organizacji Polskich Socjalistów. Komendantem był Leszek Raabe ps. Marek, zastępcą Jan Mulak ps. Franciszek, szefem sztabu Zdzisław Einfeld ps. Robert. Członkami Komendy byli: Władysław Jagiełło, Jan Kornacki, Wacław Jurczak (z Łodzi od 1942).
W zakresie sabotażu i dywersji utworzono Wydział Sabotażu współdziałający z Kedywem AK, którym kierowali Tadeusz Koral i Włodzimierz Kaczanowski. Wydziałem wywiadu kierował Kazimierz Cetnarowicz. Formacje w listopadzie 1942 zgłosiły chęć podporządkowania się Armii Krajowej, jednak nie doszło do włączenia na skutek nieufności dowództwa AK spowodowanego atakami prasowymi Polskich Socjalistów na zasady funkcjonowania konspiracyjnego wojska. W maju 1942 oddziały dokonały zamachu na kasyno gry w Warszawie.
W marcu 1943 wraz z przejściem części członków organizacji Polscy Socjaliści do PPS-WRN doszło do przekształcenia większości organizacji na bazie Wydziału Sabotażu w Socjalistyczną Organizację Bojową (grupa Raabego). Pozostali utworzyli Milicję Ludową Robotniczej Partii Polskich Socjalistów.